# How to Sell Drugs Online (Fast)
How to Sell Drugs Online (Fast), ou Comment vendre de la drogue en ligne (rapidement) au Canada francophone, est une websérie allemande de comédie dramatique sur le passage à l'âge adulte co-créée par Philipp Käßbohrer et Matthias Murmann. La première saison, composée de six épisodes, est sortie le 31 mai 2019 sur Netflix,.
La série met en vedette Maximilian Mundt, Anna Lena Klenke, Danilo Kamperidis, Damian Hardung, Luna Baptiste Schaller, Leonie Wesselow et Bjarne Mädel.

## Synopsis
How to Sell Drugs Online (Fast) se déroule à Rinseln, en Allemagne, et décrit du point de vue du paria du lycée Moritz Zimmermann. La série suit Moritz et son ami Lenny Sander qui tentent de raviver l'amour entre Moritz et son ex-petite amie Lisa Novak, en vendant de l'ecstasy en ligne. Au départ comme une petite entreprise, elle devient rapidement incontrôlable et Moritz et Lenny apprennent à faire face aux conséquences du trafic de drogue à grande échelle.
La série est inspirée d'une histoire vraie, qui s'est déroulée à Leipzig en 2015.

## Distribution
- Maximilian Mundt (VF : Gabriel Bismuth-Bienaimé) : Moritz Zimmermann
- Anna Lena Klenke (VF : Zina Khakhoulia) : Lisa
- Danilo Kamperidis (de) (VF : Antoine Fleury) : Lenny Sander
- Damian Hardung  : Dan Riffert
- Luna Schaller (de)  : Gerda
- Leonie Wesselow (de)  : Fritzi
- Bjarne Mädel : Buba

Version française
- Studio : VSi Paris - Chinkel SA
- D.A. : Jean-Pascal Quilichini
- Adaptation : Sylvie André

Source : carton de doublage sur Netflix

## Épisodes

### Première saison (2019)
1. Nerd aujourd'hui, big boss demain (Nerd Today, Boss Tomorrow)
2. La vie est injuste, faut s'y faire (Life's Not Fair, Get Used to It)
3. Pas le droit à l'erreur (Failure is Not an Option)
4. Si c'est la réalité, non merci (If This is Reality, I'm Not Interested)
5. Ou tu frappes fort, ou tu oublies (Score Big or Don't Score at All)
6. Si vous êtes la personne la plus intelligente de la pièce, vous êtes dans la mauvaise pièce (If You Are the Smartest One in the Room, You're in the Wrong Room)

### Deuxième saison (2020)
1. Think Different
2. Where Do You Want To Go Today?
3. Inspired by Real Life
4. Buy It. Sell It. Love It.
5. Move Fast and Break Things
6. Don't be evil.

### Troisième saison (2021)
1. Un seul ratage, un léger dérapage (A single failure, a little slip)
2. Un simple délit, une petite déviation (A misdemeanor, a little trip)
3. Les grands moyens (Does this condemn me, lock me away?)
4. Un dernier détail (Before you turn the key, I have one more thing to say)
5. Bac trip (To make amends, maybe be friends)
6. La vie sauve... ou la mort ? (Everybody gets a second chance)

### Quatrième saison (2025)
1. Impossible (That Can’t Happen.)
2. Pas sur ma machine (That Doesn’t Happen on My Machine.)
3. Comment c'est possible ?! (That Shouldn’t Happen!)
4. Pourquoi, mais pourquoi ?! (Why Does That Happen?)
5. Oh, je vois (Oh, I See.)
6. Foutu d'avance (How Did That Ever Work?)

## Production et promotion
Le 25 octobre 2018, Netflix annonce avoir commandé une première saison d'une série de six épisodes,. La série est créée par Philipp Käßbohrer (de) et Matthias Murmann (de), crédités en tant que producteurs exécutifs.
Parallèlement à l'annonce de la commande de la série, il est confirmé que Maximilian Mundt, Anna Lena Klenke, Danilo Kamperidis (de), Damian Hardung, Luna Schaller (de), Leonie Wesselow (de) et Bjarne Mädel seraient les vedettes de la série.
Le 17 décembre 2018, Netflix annonce que le tournage de la première saison était terminé.
Le 6 avril 2019, la série a officiellement été inaugurée avec la projection des deux premiers épisodes à CANNESERIES, en France.
Le 6 avril 2019, la bande-annonce de la série a été publiée.
Le 21 juillet 2020, la deuxième saison de la série est sortie sur Netflix (en France). Seulement une semaine après, le 28 juillet 2020, Netflix annonce avoir commandé une troisième saison.
Le 27 juillet 2021, la troisième saison de la série sort sur Netflix.
Le 3 août 2022, Netflix met en ligne le film Buba, dont l'histoire est centrée sur le personnage de Buba que le public a découvert durant la saison 1.
Le 12 août 2022, au cours d'une interview pour le média allemand, DWDL.de, Philipp Käßbohrer et Matthias Murmann, les deux créateurs de la série, affirment qu'ils travaillent sur une saison 4 de How To Sell Drugs Online (Fast).
La quatrième et dernière saison est sortie le 8 avril 2025.

## Article annexe
- Psychotrope au cinéma et à la télévision